# Marcel Delannoy
Marcel Delannoy (La Ferté-Alais, 9 luglio 1898 – Nantes, 14 settembre 1962) è stato un compositore francese.

## Biografia
Si avvicinò alla musica da adolescente studiando inizialmente come autodidatta.
Studiò architettura e pittura all'École des beaux-arts di Parigi.
Partecipò alla prima guerra mondiale.
Al Conservatorio di Parigi ebbe come maestri André Gedalge, Eugène Cools e Arthur Honegger che, col tempo, diventò un suo grande amico e biografo.
La sua prima opera la realizzò nel 1927.
L'opera buffa Poirier Misery, in tre atti, ricevette l'approvazione di Maurice Ravel.
Dotato di un grande senso del teatro, ha lavorato con Gallon, Cools, Aubert e Gedalge.
Tra le sue opere più importanti annoveriamo: la musica strumentale Quartet en mi menor (1931), scritta per il quartetto del violinista Joseph Calvet, basata sull'imposizione di una rigorosa ma evidente efficienza musicale.
Tra le opere teatrali si ricordanoː Le Poirier de Misère (1927); Ginevra (1942); Puck (1949).
Compose anche opere-ballo come Le Fou de la Dame (1930).
Realizzò anche balletti, quali Cendrillon (1935); Epsom (1938); L'avventuriero di Venezia (1941); Les Noces fantastiques (1948).
Si fece notare anche per musiche sinfoniche, come Figures Sonores; Sérénade concertante; Tzigane.
Nel suo repertorio non mancarono musiche da camera, vocale, pianistica (nel 1950 avvenne la prima esecuzione assoluta a Parigi di "Concerto de mai" per pianoforte e orchestra con Aldo Ciccolini); una Rapsodia per pianoforte, violoncello, corno e sassofono; un trio e diversi pezzi e suite per pianoforte.
Si dedicò, infine, alle colonne sonore per film.
Ha anche scritto vari articoli di critica musicale, un'autobiografia, uno studio su Honegger e ritratti di musicisti francesi.
Si sposò con Odette Ertaud, cantante lirica (soprano).
Sua figlia, l'attrice Sylvine Delannoy (1929), si mise in luce in un paio di classici del cinema francese: French Cancan (1954) di Jean Renoir e La sposa in nero (1968) di François Truffaut.